# Araberri Basket Club
El Araberri Basket Club, también fue conocido como el Sáenz Horeca Araberri por motivos de patrocinio, fue un equipo de baloncesto español con sede en la ciudad de Vitoria, (Álava), que fue fundado en 1994. Disputaba sus partidos en el Polideportivo Mendizorroza, con capacidad para 3500 espectadores. El equipo militaba en LEB Oro desde 2016. Fue campeón de la Euskal Kopa LEB. En mayo de 2016, fue el equipo vencedor de los playoff de ascenso de la LEB Plata, lo que supuso su ascenso junto a Club Baloncesto Peixefresco Marín. Al final de la temporada 18-19 perdió la categoría al ser colista en Leb Oro y finalizó su participación en categorías de la Federación Española de Baloncesto al no querer inscribirse en ninguna categoría nacional.

## Historia
El Araberri Basket Club de Vitoria-Gasteiz es la denominación actual de la Agrupación Deportiva Phoenix, nacida y fundada en la capital alavesa en el año 1994, por un grupo de jóvenes amigos, apasionados del baloncesto.
Desde su primera temporada y hasta la 2005/06, el patrocinador principal fue Autoescuela Álava. El club comenzó su andadura con el equipo masculino en la Categoría de 3.ª Sénior Provincial Alavesa.
En la temporada 1996/97, logró ascender a 2.ª Sénior Provincial Alavesa, como campeones de liga, manteniéndose en dicha categoría hasta la temporada 1998/99. En esta temporada, ascendió a 1.ª Sénior Provincial Alavesa, también como campeones.
En los años 2002 y 2003, el club dio un importante salto cualitativo y tras una excelente temporada, se asentaron las bases de un proyecto sólido. Ese mismo año consiguió el ascenso a la liga Autonómica, como campeones de liga.
Durante su primer año en una categoría nacional, en este caso la Autonómica, el equipo realizó una temporada impresionante, clasificándose para la fase de ascenso y finalizando dicha campaña en un excelente 6.º lugar. En ese mismo año, se presentó al equipo filial en la categoría sénior provincial.
La temporada siguiente 2004/05, el equipo consigue su principal objetivo fijado, el ascenso a la Primera División Nacional. En lo que fue su primer año en esta categoría logró entrar en Fase de Ascenso a Liga EBA, en un meritorio 8.º puesto.
En la temporada 2006/07 el club volvió a experimentar una notable mejoría en cuanto a estructura y organización. Tras una buena temporada, el equipo volvió a jugar en la fase de ascenso a Liga EBA, obteniendo el 5.º puesto. Ese año el entonces denominado Club ADOS Saskibaloia, presentó un renovado proyecto con la mirada puesta en Liga EBA.
A comienzos de la temporada 2007/08, el Club ADOS Saskibaloia cambia nuevamente de patrocinador oficial y pasa a denominarse E.Lecrec Vitoria. En ese momento el club estaba compuesto por un total de 10 equipos; el principal de ellos (ADOS Saskibaloia-E.Lecrerc Vitoria), un equipo masculino en categoría sénior provincial y 8 más, compuestos por jugadores en edad escolar, chicos y chicas de entre 10 y 18 años.
El primer equipo de la entidad logró esa temporada la segunda plaza de la Primera División País Vasco-Navarra-La Rioja, lo que daba derecho a la disputa de la fase de ascenso a Liga EBA. Dicha fase de ascenso se disputó en casa, en el polideportivo de Landazuri, entre el 6 y el 8 de junio de 2008, siendo un éxito organizativo y de público. Merkamueble Torrelavega, Estela-Santander, Club Xuventude Baloncesto de Cambados y E.Lecrerc Vitoria se disputaban las dos plazas de ascenso. Tras tres intensos días de competición, los dos equipos cántabros lograron las plazas de honor, obteniendo el E.Lecrerc la tercera plaza, y la cuarta y última plaza para el equipo gallego.
Coincidiendo con la entrada del año 2009, y cuando se cumplían 15 años de existencia, el club volvió a cambiar su denominación, llamándose desde entonces Araberri Basket Club.
En junio de 2009 el club logró el ascenso a Liga EBA. Así, en la temporada 2009/10 el Araberri comienza su periplo por la categoría de la Federación Española de Baloncesto obteniendo un gran resultado. La empresa Aurteneche Maquinaria se convierte en el principal patrocinador junto con la Fundación Alvide. En lo deportivo, además de estar imbatidos durante 10 jornadas, los alaveses lograron clasificarse para las eliminatorias por el ascenso a la liga Adecco LEB Plata. Sin embargo, el Vic truncó el sueño de los vitorianos y el equipo cayó eliminado en la primera ronda por el ascenso. Varios equipos de la categoría tienen entonces que ceder sus plazas por problemas económicos pero el Araberri consigue la continuidad una temporada más en Liga EBA.
En la temporada 2010/11 consiguió, esta vez sí, el ascenso como líderes del campeonato a LEB Plata tras perder tan solo uno de los 22 partidos jugados.
En las tres temporadas siguientes el equipo consiguió clasificarse para los playoffs de ascenso, aun así, quedó eliminado en todas ellas.
En septiembre de 2014, Araberri consiguió un nuevo patrocinador, Sáenz Horeca, una proveedora integral de alimentación para la hostelería con sede en la ciudad de Vitoria.
La temporada 2014/15 fue la peor de su historia. Quedó último en la clasificación de la liga LEB Plata tras vencer en 2 de los 28 partidos jugados. A pesar de ello, gracias a las plazas vacantes no se hizo efectivo el descenso a la Liga EBA.
Al finalizar la temporada 2015/16 el Araberri había ganado 17 de los 26 partidos de fase regular de la liga y quedó en la tercera posición de la tabla, por lo que estaba clasificado para jugar los playoffs de ascenso a la liga LEB Oro. En los cuartos de final ganaron por dos partidos a uno al Aceitunas Fragata Morón, pasando a jugar las semifinales contra el Club Bàsquet Tarragona. En este caso también vencieron con un 3-1 y pasaron a la final. Los últimos partidos los jugó contra el Óbila Club de Basket, con un resultado final de tres victorias para los alaveses a ninguna de los abulenses, lo que supuso el ascenso a LEB Oro del Araberri por primera vez en su historia.
Ya en Liga LEB ORO, en la Temporada 16-17, consiguiendo así la primera presencia de un equipo alavés en esta Liga, Araberri cerró su primera participación en la historia en esta Liga en la 12.ª plaza con 14 victorias, considerándose el equipo revelación de la Liga y con el debut este primer año de 9 jugadores alaveses en la categoría, además de conseguir esa misma temporada ganar la Euskal Kopa. 
En la siguiente campaña, también en LEB ORO, la Temporada 17-18, ganó 15 encuentros, lo que le sirvió para alcanzar la 11.ª plaza colocándose a una sola victoria de jugar por el PlayOff de Ascenso a LIGA ENDESA (ACB), logrando meter a tres de nuestros jugadores en el mejor quinteto de toda la Liga LEB ORO 17/18.
Al finalizar la temporada 2018/2019 y tras descender deportivamente a Liga LEB Plata, el club decidió no inscribirse en ninguna categoría de la Federación Española de Baloncesto, para continuar volcados en la formación de base y cantera además de la implementación y desarrollo de proyectos sociales de cooperación, diversidad e integración.
En estas tres temporadas en Liga LEB ORO, 15 jugadores alaveses han debutado con nuestro equipo en Liga LEB ORO, una muestra más de la verdadera razón de ser de este Club, su filosofía de cantera ofreciendo oportunidades reales a jugadores alaveses y entrenadores.
Además ARABERRI durante estas 3 Temporadas en LEB ORO ha podido competir con equipos como Bilbao Basket, Burgos, Manresa, Breogan, Gipuzkoa Basket, Andorra, Betis, etc …
Actualmente su primer equipo masculino, milita en LIGA 2a División Nacional continuando con su clara vocación en clave de oportunidades y mejora para los jugadores alaveses.
Además, para la temporada 22/23 el Club continúa potenciando su escalera deportiva distribuida en sus 25 equipos de cantera y formación, compuestos por jugadores y jugadoras.

## Denominaciones
| - Auto Escuela Alava (-2006) - www.mapy.tv (2006-2007) - E.Leclerc Vitoria (2007-2009) - Aurteneche Maquinaria (2009-2011) - Aurteneche Maquinaria Araba/Alava (2011-2012) - Aurteneche Maquinaria Euskadi (2012-2013) - Araberri Basket Club (2013-2014) |  | - Sáenz Horeca Araberri (2014-2019) - Legami Araberri (2021-2023) - Araberri Basket Club (2023-) |

## Trayectoria
| Temporada | Nivel | División       | Pos. | Postemporada                 | TR    | PO  | Copa            | Copa |
| --------- | ----- | -------------- | ---- | ---------------------------- | ----- | --- | --------------- | ---- |
| 2002-03   | 7     | 1.ª Provincial | 1.º  | Ascenso                      |       |     | –               | –    |
| 2003-04   | 6     | 1.ª Autonómica | 6.º  | Playoffs ascenso             |       |     | –               | –    |
| 2004-05   | 6     | 1.ª Autonómica | 2.º  | Ascenso                      |       |     | –               | –    |
| 2005-06   | 5     | 1.ª División   | 9.º  | –                            | 16-14 | –   | –               | –    |
| 2006-07   | 5     | 1.ª División   | 5.º  | –                            | 17-9  | –   | –               | –    |
| 2007-08   | 5     | 1.ª División   | 2.º  | Playoffs ascenso             | 21-7  | 1-2 | –               | –    |
| 2008-09   | 5     | 1.ª División   | 1.º  | Ascenso                      | 23-5  |     | –               | –    |
| 2009-10   | 4     | Liga EBA       | 4.º  | Dieciseisavos final (24.º)   | 15-11 | 1-1 | –               | –    |
| 2010-11   | 4     | Liga EBA       | 1.º  | Cuartos final (1.º)/ Ascenso | 21-1  | 4-2 | –               | –    |
| 2011-12   | 3     | LEB Plata      | 6.º  | Semifinal (4.º)              | 13-11 | 4-3 | Copa LEB Plata  | C    |
| 2012-13   | 3     | LEB Plata      | 6.º  | Cuartos final (7.º)          | 10-10 | 1-1 | –               | –    |
| 2013-14   | 3     | LEB Plata      | 8.º  | Cuartos final (8.º)          | 11-13 | 1-2 | Euskal Kopa LEB | C    |
| 2014-15   | 3     | LEB Plata      | 15.º | [ 1 ]                        | 2-26  | –   | Euskal Kopa LEB | SC   |
| 2015-16   | 3     | LEB Plata      | 3.º  | Final (2.º)/ Ascenso         | 17-9  | 8-2 | Euskal Kopa LEB | C    |
| 2016-17   | 2     | LEB Oro        | 12.º | –                            | 14-20 | –   | Euskal Kopa LEB | C    |
| 2017-18   | 2     | LEB Oro        | 11.º | –                            | 15-19 | –   | –               | –    |
| 2018-19   | 2     | LEB Oro        | 18.º | Descenso                     | 7-27  | –   | –               | –    |
| 2019-21   |       |                |      |                              |       |     |                 |      |
| 2021-22   | 6     | 2.ª División   | 7.º  | –                            | 10-12 | –   | –               | –    |
| 2021-22   | 6     | 2.ª División   | 8.º  | –                            | 12-14 | –   | –               | –    |
| 2023-24   | 6     | 2.ª División   | 5.º  | –                            | 16-10 | –   | –               | –    |
| 2024-25   | 6     | 2.ª División   | 2.º  | Playoffs ascenso (3.º)       | 21-5  | 1-1 | –               | –    |

## Palmarés
- Campeón Copa LEB Plata: (1) 2011-2012
- Campeón Liga EBA: (1) 2010-2011
- Campeón Euskal Kopa LEB: (3) 2013-14, 2015-2016, 2016-2017
- Subcampeón Liga LEB Plata: (1) 2015-2016 (primer clasificado playoffs)
- Subcampeón Euskal Kopa LEB: (1) 2014-15

## Jugadores destacados
|  | - Johnny Dee - Junior Robinson - Alec Wintering - Óscar Alvarado - Kedar Edwards - Zaid Hearst - Johnny Berhanemeskel - Mirza Bulic - Dynile Forbes - Arthur Bernardi - Georvys Elias - Thomas Laerke - Alex Arcelus - Albert Ausina - Jonathan Barceló - Martín Buesa - Dani Lorenzo - Aitor Carrera - Marc Cuesta - Fernando Fernández (baloncestista) - Ander García |  | - Edu Hernández - Carlos Martínez (baloncestista) - David Ortega Díez - Marcos Portalez - Óscar Raya - Fabio Santana - Jon Uriarte (baloncestista) - Néstor Zamora - Joseph Hart - Paul Dick - Lester Prosper - Tyran De Lattibeaudiere - Rinalds Malmanis - Tadas Sedekerskis |  | - Luka Nikolic - Jonathan Blount - Simon Cummings - Mick Hedgepeth - Beau Levesque - Elijah Obade - Parker Smith - Malik Story - Alex Thompson - Evan Yates - André Almeida (baloncestista) - Ilimane Diop - Andrew Osemhen - Juan Camilo Riveiro |